# Hermann Brügmann
Hermann Frode Brügmann (2. februar 1900 i Viborg – 9. maj 1970 sammesteds) var en dansk atlet, fodboldspiller og overretssagfører. 
Brügmann deltog ved OL i Amsterdam i 1928 som længdespringer og trespringer. I længdespring blev han nummer 30 med et spring på 6.62 og i trespring nummer 18 med 13,82. Han vandt 14 jyske mesterskaber og fire danske mesterskaber i længdespring og to i trespring derudover satte han to danske rekorder i trespring.
Brügmann var medlem af Viborg Fodsports Forening og havde også en 20-årig karriere som fodboldspiller i samme klub, hvor han spillede på samtlige pladser på nær målmand. Han spillede 11 gange på Jyllands udvalgte hold. Han trak sig i 1935 tilbage på grund af dårligt ben.
Brügmann var formand for Viborg FF fra 1935, medlem af Jydsk Boldspil-Unions bestyrelse fra 1937.

## Danske mesterskaber
- Guld 1927 Længdespring 6,89
- Guld 1924 Længdespring 6,48
- Guld 1922 Længdespring 6,705
- Guld 1922 Trespring 13,69
- Guld 1921 Længdespring 6,31
- Guld 1921 Trespring 13,39
- Sølv 1921 110 meter hæk

## Danske rekorder
- Trespring: 13,92 Århus Stadion 16. juli 1922
- Trespring: 13,825 Århus Stadion 7. august 1921

## Personlige rekorder
- Længdespring 6.78 (1924)
- Trespring: 14.00 (1928)